# IC 5158
IC 5158 ist eine Balken-Spiralgalaxie vom Hubble-Typ SBm im Sternbild Indianer am Südsternhimmel und ist etwa 154 Millionen Lichtjahre von der Milchstraße entfernt. 
Das Objekt wurde am 21. August 1900 von dem Astronomen DeLisle Stewart entdeckt.